# بيت القفاز (الرضمة)

تعديل مصدري - تعديل

بيت القفاز محلة تابعة لقرية مدكم، التابعة لعزلة عجيب بمديرية الرضمة إحدى مديريات محافظة إب في الجمهورية اليمنية.، بلغ تعداد سكانها 144 حسب تعداد اليمن لعام 2004.